# وینیل‌سیلان
وینیل‌سیلان (به انگلیسی: Vinylsilane) یک ترکیب شیمیایی با شناسه پاب‌کم ۸۱۷۱۴ است. و جرم مولی آن 58.1545 g mol-۱ می‌باشد.